# مينورو ياناغيدا
مينورو ياناغيدا هو سياسي ياباني، ولد في 6 نوفمبر 1954 في كاغوشيما في اليابان. نشط حزبياً في الحزب الديمقراطي الياباني وحزب الآفاق الجديدة. وقد انتخب عضو مجلس المستشارين ‏ عن دائرة Hiroshima at-large district ‏ وقد انضم خلال فترته النيابية للكتلة البرلمانية الحزب الديمقراطي وانتخب عضو مجلس النواب الياباني ‏.

## وصلات خارجية
- الموقع الرسمي